# Hanns Neubauer

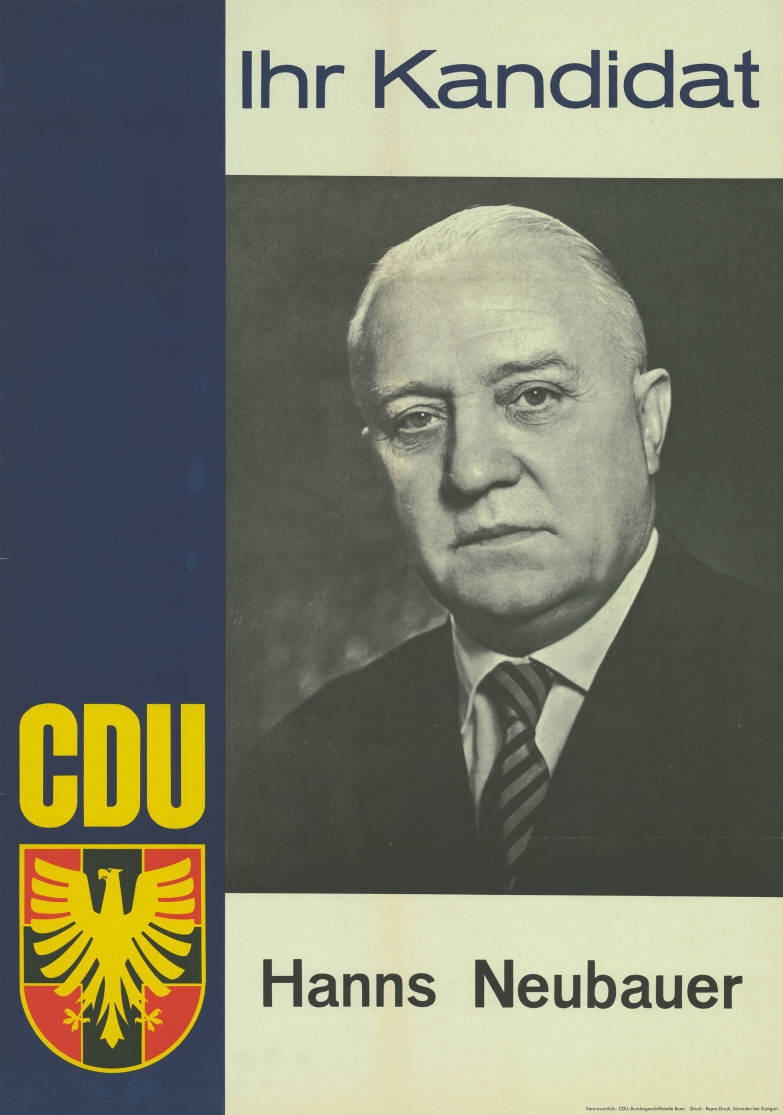
Kandidatenplakat der CDU zur Landtagswahl in Rheinland-Pfalz 1963

Hanns Neubauer (* 4. Mai 1905 in Friedberg; † 27. Januar 2003 in Boppard) war ein deutscher Verbandsfunktionär und Politiker (CDU). Von 1967 bis 1971 war er Minister für Wirtschaft und Verkehr des Landes Rheinland-Pfalz.

## Leben
Der Sohn des Architekten Anton Neubauer studierte nach dem Besuch der Oberrealschule Volkswirtschaftslehre und Staatswissenschaften an den Universitäten in Frankfurt am Main und Innsbruck. 1927 wurde er zum Dr. rer. pol. promoviert. Von 1927 bis 1929 sowie erneut von 1939 bis 1967 war er bei der Handwerksorganisation (ab 1949 Zentralverband des Deutschen Handwerks) tätig. Von 1929 bis 1935 betätigte er sich in der Industrie, zuletzt als Vorstandsmitglied. Neubauer nahm ab 1943 als Soldat am Zweiten Weltkrieg teil und geriet zuletzt in Kriegsgefangenschaft, aus der er 1948 entlassen wurde. Ab 1950 war er neben seiner Tätigkeit bei der Handwerksorganisation zugleich Geschäftsführer des Baugewerbeverbandes Rheinland-Pfalz mit Sitz in Koblenz.
Neubauer trat 1950 in die CDU ein. Bei der Landtagswahl in Rheinland-Pfalz 1955 wurde er erstmals als Abgeordneter in den Landtag Rheinland-Pfalz gewählt, dem er ohne Unterbrechung bis 1975 angehörte. Neubauer wurde am 18. Mai 1967 als Minister für Wirtschaft und Verkehr in die von Ministerpräsident Peter Altmeier geführte Regierung des Landes Rheinland-Pfalz berufen und gehörte seit 1969 auch der von Ministerpräsident Helmut Kohl geleiteten Folgeregierung an. Am 18. Mai 1971 schied er aus der Landesregierung aus und wurde in seinem Ministeramt von Heinrich Holkenbrink abgelöst.
Hanns Neubauer war seit 1929 mit Maria Pacetti († 1967) verheiratet und hatte vier Kinder. Er war Mitglied der katholischen Studentenverbindungen KDStV Hasso-Nassovia Frankfurt am Main und AV Austria Innsbruck.

## Ehrungen
- Großes Bundesverdienstkreuz (1965) mit Stern (1970)